# Bitka pri Nedavi
Bitka pri reki Nedavi (Nedao) v Panoniji je bila bitka med Huni pod poveljstvom Atilovega sina Elaka ter  Gepidi in Ostrogoti pod poveljstvom kraljev Ardarika in Teodemirja leta 454, v kateri so Hudi doživeli težak poraz. Natančen položaj reke Nedave ni znan. Del sodobnih zgodovinarjev domneva, da je bila eden od pritokov Save, drugi pa jo umeščajo med Tiso in Karpati. 
Po Atilovi smrti leta 453 so se sin Elak (zakoniti naslednik) in njegova polbrata Dengizih in Ernah takoj sprli zaradi hunskega prestola in dali podložnim ljudstvom priložnost, da se otresejo hunske nadoblasti. Bitka pri Nedavi je bila spopad velikih razsežnosti, ki je naredil velik vtis na njene sodobnike, med njimi tudi zgodovinarja Jordana, ki ni skrival navdušenja nad pokolom barbarov, ki so samo nekaj let pred tem združeni pod Atilovim vodsvom sejali strah po Rimskem cesarstvu. Huni so bili v bitki poraženi, Elak pa je padel. Ostanki hunske vojske so se umaknili preko Karpatov, kjer so pod  Dengizihom brez uspeha poskušali obnoviti Atilovo cesarstvo. Del Hunov je pobegnil na rimsko ozemlje in vstopil v rimsko vojsko. Po bitki so v Panoniji zavladali Gepidi in Ostrogoti.

## Sklic
1. ↑  Jordanes, Origins and History of the Goths.